# Touch-and-Go
Touch-and-go (dt. sinngemäß: aufsetzen und weg) ist ein aus dem Englischen stammender Begriff in der Fliegersprache. Er bezeichnet das Flugmanöver eines Flugzeuges mit Aufsetzen des Fahrwerkes und anschließendem Durchstarten ohne Stillstand; die Landung wird somit abgebrochen. Das Manöver dient der Sicherheit.
Diese Prozedur wird auch auf Flugzeugträgern bei der Qualifizierung der Piloten für das Operieren auf einem Flugzeugträger durchgeführt. Piloten, die auf einem Flugzeugträger stationiert sind, müssen regelmäßig eine gewisse Anzahl von Tag- und Nachtlandungen vorweisen, um für den Flugbetrieb zugelassen zu werden. Bei einem Touch-and-go auf Flugzeugträgern bleibt der Fanghaken oben und kann so das Flugzeug nicht wie üblich über das Fangseil abbremsen. Ein ungeplanter Abbruch der Landung aufgrund einer ungünstigen Flugbahn oder einer unsicheren Landebahn wird als bolter bezeichnet.
Beim Abwurf von Nachschub und Versorgungsgütern durch Transportflugzeuge kann ebenfalls ein Touch-and-go geflogen werden. Dabei setzt das Flugzeug mit offener Heckklappe zur Landung an. Die Ladung, die auf Paletten befestigt ist, gleitet aus der Ladefläche und kann mit Hilfe eines Bremsschirmes zum Stillstand gebracht werden. Das Flugzeug selbst setzt so ohne Landung schnell die Ladung ab und ist eventuellen Gefahren nur kurze Zeit ausgesetzt. Dieses Manöver, das auch ohne Berühren der Landebahn durchgeführt werden kann, erlaubt so auch, schlechtere oder kürzere Landebahnen für den Abwurf anzufliegen.

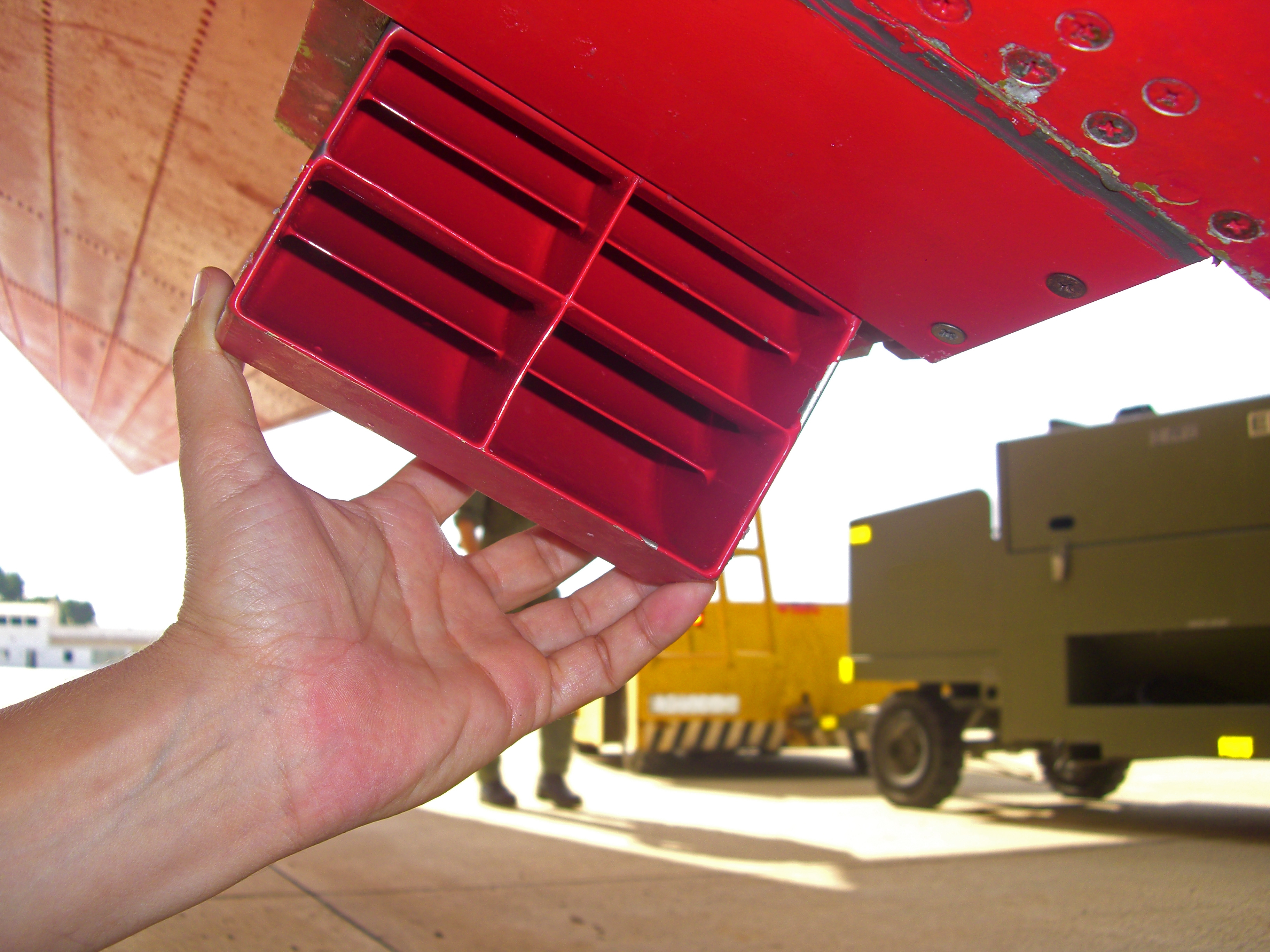
Ausfahrbare Hutzen (engl. Scoops) für die Wasseraufnahme eines Löschflugzeuges vom Typ Canadair CL-415 beim Touch-and-Go-Manöver über einer Wasserfläche

Einige Löschflugzeuge setzen Touch-and-Go-Manöver über einer Wasserfläche ein, um schnell Löschwasser aufzunehmen.
Das Manöver ist weitgehend Standard in der Flugausbildung. Es ist ein Schulungsmanöver, besonders in der militärischen Luftfahrt. Dabei werden normale Anflugverfahren per Sichtflug, Instrumentenflug oder mit Hilfe des Endanflugradars durchgeführt, in der Absicht mit den Reifen des ausgefahrenen Fahrwerks die Landebahn nur ganz kurz zu berühren, um danach sofort wieder durchzustarten.